# Libanasa capicola
Libanasa capicola är en insektsart som först beskrevs av Louis Albert Péringuey 1916.  Libanasa capicola ingår i släktet Libanasa och familjen Anostostomatidae. Inga underarter finns listade i Catalogue of Life.